# Ídolos (7.ª edição)
A sétima edição de Ídolos estreou a 9 de abril e terminou a 3 de julho de 2022 na SIC. O programa é baseado no formato Pop Idol e contou com a apresentação de Sara Matos. Martim Sousa Tavares, Ana Bacalhau, Pedro Tatanka e Joana Marques são os jurados.
A edição diferenciou-se das anteriores por apostar muito menos nos chamados "cromos" e no vexame dos concorrentes e mais em histórias dramáticas, que apelam à emoção dos telespectadores, à semelhança da edição portuguesa do The Voice. Isto acontece depois de, em 2017, Júlia Pinheiro, Gabriela Sobral, a SIC e a Fremantle terem sido processadas por Alexa Ribeiro (anteriormente conhecida como Daniel Ribeiro), concorrente da edição de 2015 que se sentiu humilhada depois de a sua aparição no concurso ter sido acompanhada de uma manipulação digital que simulava um agigantamento das suas orelhas. Em janeiro de 2024, Júlia Pinheiro e os restantes arguidos, ligados à SIC e à Freemantle, chegaram a um acordo confidencial com a ex-concorrente, evitando, assim, ir a julgamento.

## Mecânica do programa
Numa fase inicial, são efetuadas audições em diversas cidades do país. Esta fase é livre, ou seja, qualquer pessoa com idade entre 16 e 28 anos pode inscrever-se. Para este primeiro casting, o concorrente pode preparar duas músicas, uma em português e outra em inglês, para apresentar ao quadro de jurados. O júri decide então se o concorrente passa ou não à fase seguinte. É de referir que as músicas podem ser interpretadas a cappella ou acompanhadas de um instrumento musical, tocado ao vivo pelo concorrente.
- Na Fase do Teatro, os selecionados do 1.º casting reúnem-se num auditório. Divididos por grupos de cerca de dez concorrentes, sobem ao palco e cantam a cappella uma música à sua escolha. O júri, de seguida, pondera acerca da prestação de cada concorrente. Apenas alguns poderão avançar para a fase seguinte. Desta fase restam os 12 concorrentes apurados para a 1.ª gala ao vivo.
- Na fase de Galas, os concorrentes atuam individualmente e, no final da noite, o menos votado pelo público é eliminado da competição. Desde a 1ª Gala, e até à gala com o "Top 4", o júri tem a possibilidade de, apenas uma vez, resgatar o concorrente menos votado. No entanto, quando esse poder é utilizado, na gala seguinte são eliminados dois concorrentes, sendo eles os dois menos votados pelo público.

## Episódios
| #  | ## | Título                    | Exibição original   | Audiências (em milhões) |
| -- | -- | ------------------------- | ------------------- | ----------------------- |
| 72 | 1  | "Episódio 1"              | 9 de abril de 2022  | ASD                     |
| 73 | 2  | "Episódio 2"              | 15 de abril de 2022 | ASD                     |
| 74 | 3  | "Episódio 3"              | 16 de abril de 2022 | ASD                     |
| 75 | 4  | "Episódio 1"              | 22 de abril de 2022 | ASD                     |
| 76 | 5  | "Episódio 5"              | 29 de abril de 2022 | ASD                     |
| 77 | 6  | "Episódio 6"              | 7 de maio de 2022   | ASD                     |
| 78 | 7  | "Episódio 7: Fase Teatro" | 14 de maio de 2022  | ASD                     |
| 79 | 8  | "Episódio 8: Gala 1"      | 21 de maio de 2022  | ASD                     |
| 80 | 9  | "Episódio 9: Gala 2"      | 28 de maio de 2022  | ASD                     |
| 81 | 10 | "Episódio 10: Gala 3"     | 4 de junho de 2022  | ASD                     |
| 82 | 11 | "Episódio 11: Gala 4"     | 11 de junho de 2022 | ASD                     |
| 83 | 12 | "Episódio 12: Gala 5"     | 18 de junho de 2022 | ASD                     |
| 84 | 13 | "Episódio 13: Gala 6"     | 25 de junho de 2022 | ASD                     |
| 85 | 14 | "Episódio 13: Gala 7"     | 3 de julho de 2022  | ASD                     |